# Brandon McNulty
Brandon McNulty (Phoenix, Arizona, 2 de abril de 1998) es un ciclista estadounidense que desde 2020 corre para el equipo UAE Team Emirates XRG.
En 2015 se proclamaría campeón de Estados Unidos en la prueba contrarreloj para júniors. Ese mismo año, en los Campeonato Mundial de Ciclismo en Ruta de 2015 de Richmond conseguiría hacerse con el bronce en la prueba contrarreloj júniors. Un año más tarde, se alzaría con el oro en la misma prueba en el Campeonato Mundial de Ciclismo en Ruta de 2016 en Doha, Catar.

## Palmarés
2015
- Campeonato de Estados Unidos júnior contrarreloj
- 3.º en el Campeonato Mundial Contrarreloj Júnior

2016
- Campeonato Mundial Contrarreloj Júnior

2017
- 2.º en el Campeonato Mundial Contrarreloj sub-23

2019
- Giro de Sicilia, más 1 etapa
- 3.º en el Campeonato Mundial Contrarreloj sub-23

2022
- Trofeo Calviá
- Faun-Ardèche Classic
- 1 etapa de la París-Niza

2023
- 1 etapa del Giro de Italia
- Campeonato de Estados Unidos Contrarreloj

2024
- Vuelta a la Comunidad Valenciana, más 1 etapa
- 1 etapa del UAE Tour
- Gran Premio Miguel Induráin
- 1 etapa del Tour de Romandía
- Campeonato de Estados Unidos Contrarreloj
- 2.º en el Campeonato de Estados Unidos en Ruta
- 1 etapa de la Vuelta a España
- CRO Race, más 1 etapa

2025
- Tour de Polonia, más 1 etapa

## Resultados

### Grandes Vueltas
| Carrera | Carrera         | 2017 | 2018 | 2019 | 2020 | 2021 | 2022 | 2023 | 2024 | 2025 |
| ------- | --------------- | ---- | ---- | ---- | ---- | ---- | ---- | ---- | ---- | ---- |
|         | Giro de Italia  | —    | —    | —    | 15.º | —    | —    | 29.º | —    | 9.º  |
|         | Tour de Francia | —    | —    | —    | —    | 69.º | 19.º | —    | —    | —    |
|         | Vuelta a España | —    | —    | —    | —    | —    | 70.º | —    | 54.º | —    |

—: no participa
Ab.: abandono

### Vueltas menores
| Carrera | Carrera                | 2017 | 2018 | 2019 | 2020 | 2021 | 2022 | 2023 | 2024 | 2025 |
| ------- | ---------------------- | ---- | ---- | ---- | ---- | ---- | ---- | ---- | ---- | ---- |
|         | París-Niza             | —    | —    | —    | —    | Ab.  | 12.º | —    | 3.º  | Ab.  |
|         | Tirreno-Adriático      | —    | —    | —    | —    | —    | —    | 12.º | —    | —    |
|         | Volta a Cataluña       | —    | —    | —    | X    | 13.º | —    | —    | —    | —    |
|         | Vuelta al País Vasco   | —    | —    | —    | X    | 17.º | —    | 7.º  | 5.º  | 52.º |
|         | Tour de Romandía       | —    | —    | —    | X    | —    | Ab.  | —    | Ab.  | —    |
|         | Critérium del Dauphiné | —    | —    | —    | —    | 40.º | 11.º | —    | —    | —    |
|         | Vuelta a Suiza         | —    | —    | Ab.  | —    | —    | —    | —    | —    | —    |
|         | Tour de Polonia        | —    | —    | —    | 53.º | —    | —    | 6.º  | —    | 1.º  |

—: No participa
Ab.: Abandono

### Clásicas, Campeonatos y JJ. OO.
| Strade Bianche              | Strade Bianche              | —             | —             | —             | —             | —    | —   | 70.º | —    | —    |    |    |
| Amstel Gold Race            | Amstel Gold Race            | —             | —             | —             | X             | —    | —   | —    | 52.º | 11.º |    |    |
| Flecha Valona               | Flecha Valona               | —             | —             | Ab.           | —             | —    | —   | —    | Ab.  | 15.º |    |    |
|                             | Lieja-Bastoña-Lieja         | —             | —             | —             | —             | Ab.  | Ab. | —    | —    | 26.º |    |    |
| Clásica San Sebastián       | Clásica San Sebastián       | —             | —             | —             | X             | —    | —   | —    | 10.º | —    |    |    |
| Cyclassics Hamburg          | Cyclassics Hamburg          | —             | —             | —             | X             | X    | —   | 12.º | —    |      |    |    |
| Bretagne Classic            | Bretagne Classic            | —             | —             | —             | —             | —    | —   | 37.º | —    |      |    |    |
| Gran Premio de Quebec       | Gran Premio de Quebec       | —             | 24.º          | —             | X             | X    | —   | 47.º | —    |      |    |    |
| Gran Premio de Montreal     | Gran Premio de Montreal     | —             | 16.º          | —             | X             | X    | —   | 13.º | —    |      |    |    |
|                             | Giro de Lombardía           | —             | —             | —             | 62.º          | 65.º | —   | —    | —    |      |    |    |
| JJ. OO. (Ruta)              | JJ. OO. (Ruta)              | No se disputó | No se disputó | No se disputó | No se disputó | 6.º  | ND  | ND   | 24.º | ND   | ND | ND |
| JJ. OO. (CRI)               | JJ. OO. (CRI)               | No se disputó | No se disputó | No se disputó | No se disputó | 24.º | ND  | ND   | 5.º  | ND   | ND | ND |
| Mundial en Ruta             | Mundial en Ruta             | —             | —             | —             | Ab.           | Ab.  | —   | —    | 17.º |      |    |    |
| Mundial Contrarreloj        | Mundial Contrarreloj        | —             | —             | —             | 29.º          | 22.º | —   | 4.º  | 10.º |      |    |    |
| Estados Unidos en Ruta      | Estados Unidos en Ruta      | —             | 10.º          | Ab.           | —             | —    | —   | 4.º  | 2.º  | —    |    |    |
| Estados Unidos Contrarreloj | Estados Unidos Contrarreloj | —             | 6.º           | 36.º          | —             | —    | —   | 1.º  | 1.º  | —    |    |    |

—: No participa
Ab.: Abandono

## Equipos
- Rally (2017-2019)
- UAE Team Emirates (2020-)
  - UAE Team Emirates (2020-2024)
  - UAE Team Emirates XRG (2025-)